# Чемпіонат Європи з художньої гімнастики 2013
Чемпіонат Європи з художньої гімнастики 2013 пройшов з 31 травня по 2 червня в місті Відень, Австрія.

## Медалісти
| Дисципліна        | Золото                                                 | Срібло                                                    | Бронза                                                  |
| Команда           | Команда                                                | Команда                                                   | Команда                                                 |
| ----------------- | ------------------------------------------------------ | --------------------------------------------------------- | ------------------------------------------------------- |
| Командна першість | Росія Яна Кудрявцева Маргарита Мамун Дар'я Сватковська | Україна Ганна Різатдінова Аліна Максименко Вікторія Мазур | Білорусь Аріна Шарапа Катерина Галкіна Мелітіна Станюта |
| Особиста першість |                                                        |                                                           |                                                         |
| Вправа з булавами | Яна Кудрявцева (RUS)                                   | Маргарита Мамун (RUS)                                     | Мелітіна Станюта (BLR)                                  |
| Вправа з обручем  | Дар'я Сватковська (RUS)                                | Маргарита Мамун (RUS)                                     | Мелітіна Станюта (BLR)                                  |
| Вправа з стрічкою | Маргарита Мамун (RUS)                                  | Ганна Різатдінова (UKR)                                   | Сільвія Мітева (BUL)                                    |
| Вправа з м'ячем   | Яна Кудрявцева (RUS)                                   | Маргарита Мамун (RUS)                                     | Сільвія Мітева (BUL)                                    |

## Медалісти (групові вправи), юніори
| Дисципліна       | Золото         | Срібло         | Бронза         |
| Групові вправи   | Групові вправи | Групові вправи | Групові вправи |
| ---------------- | -------------- | -------------- | -------------- |
| Групова першість | Росія          | Білорусь       | Болгарія       |
| 5 обручів        | Росія          | Азербайджан    | Білорусь       |

## Медальний залік

### Сеньйори
| Місце              | Країна             | Золото | Срібло | Бронза | Загалом |
| ------------------ | ------------------ | ------ | ------ | ------ | ------- |
| 1                  | Росія              | 5      | 3      | 0      | 8       |
| 2                  | Україна            | 0      | 2      | 0      | 2       |
| 3                  | Білорусь           | 0      | 0      | 3      | 3       |
| 4                  | Болгарія           | 0      | 0      | 2      | 2       |
| Загалом (4 збірні) | Загалом (4 збірні) | 5      | 5      | 5      | 15      |

### Юніори
| Місце              | Країна             | Золото | Срібло | Бронза | Загалом |
| ------------------ | ------------------ | ------ | ------ | ------ | ------- |
| 1                  | Росія              | 2      | 0      | 0      | 2       |
| 2                  | Білорусь           | 0      | 1      | 1      | 2       |
| 3                  | Азербайджан        | 0      | 1      | 0      | 1       |
| 4                  | Болгарія           | 0      | 0      | 1      | 1       |
| Загалом (4 збірні) | Загалом (4 збірні) | 2      | 2      | 2      | 6       |

## Зовнішні посилання
- Офіційний сайт
- UEG Site
- Rhythmic Gymnastics Results